# Sergi Vidal
Sergi Plana Vidal (ur. 9 kwietnia 1981 w Badalonie) – hiszpański koszykarz, narodowości katalońskiej, obecnie zawodnik Realu Madryt. Mierzy 199 cm  i waży 89 kg. Gra no pozycji rzucającego obrońcy lub niskiego skrzydłowego. Były reprezentant Hiszpanii.

## Kluby
- 1998–1999 Joventut Badalona Junior
- 1999–2000 Joventut Badalona
- 2000–2009 Caja Laboral Vitoria
- 2009– Real Madryt

## Osiągnięcia

### Copa del Rey
- Zwycięstwo Copa del Rey z Cają Laboral Vitoria (2001–2002, 2003–2004, 2005–2006, 2008–2009)
- Finalista Copa del Rey z Cają Laboral Vitoria (2002–2003, 2007–2008, 2009–2010)

### Liga ACB
- Zwycięstwo Liga ACB z Cają Laboral Vitoria (2001, 2002, 2007, 2008)
- Finalista Liga ACB z Cają Laboral Vitoria (2004, 2005, 2006, 2008, 2009)
- Zaliczony do składu All-ACB Team (2012)
- Finalista konkursu wsadów ligi ACB (2005)

### Euroliga
- Finalista Euroligi z Cają Laboral Vitoria (2001, 2005)